# Ptilope de Sumba
Ptilinopus dohertyi
Espèce
Statut de conservation UICN

 VU C2a(ii) : Vulnérable
Le Ptilope de Sumba (Ptilinopus dohertyi) ou Ptilope à nuque rouge, est une espèce d'oiseau appartenant à la famille des Columbidae.

## Description
Cet oiseau mesure environ 35 cm.

## Répartition
Comme son nom l'indique, cet oiseau est endémique de l'île Sumba dans les petites îles de la Sonde.

## Habitat
Cette espèce peuple les forêts.

## Population
Des études évaluent ses effectifs à 10 000 individus. Son nom scientifique commémore William Doherty (1857-1901) qui a récolté cet oiseau pour le compte de Lionel Walter Rothschild (1868-1937).